# GOLD (SixTONESのアルバム)
『GOLD』（ゴールド）は、SixTONESの5作目のアルバム。2025年1月15日にソニー・ミュージックレーベルズから発売。

## リリース
本アルバムは、「輝き、幸福、成功、特別…聴く人の日常のあらゆるシーンに"GOLD"を添える、SixTONESにとって最も煌びやか(GOLD)なアルバム」として制作された。
初回盤A・初回盤B・通常盤（初回仕様有り）の3形態リリースで、全形態共通で2024年リリースのシングル曲「音色」「GONG」「ここに帰ってきて」、すでにCMソングとして放送されていた「BORDERLESS」「Focus」を含む全12曲を収録。加えて初回盤Aには新曲2曲、初回盤Bにはユニット新曲3曲を収録。通常盤には新曲2曲と13thシングル通常盤カップリング曲「SPICY」のアルバムver.が収録される。
初回盤A/BはそれぞれBlu-ray/DVD付属。初回盤Aにはリード曲「THE BALLERS」のミュージックビデオ・メイキング・ダンスパフォーマンスに加え、2024年7月6日に開催された「Talking Rock! FES.2024」でのSixTONESのライブパフォーマンスを収録。初回盤Bにはユニット新曲3曲のMVを収録。

### 特典
- 初回盤A：日常に、カードを。（オリジナルゴールドカード）
- 初回盤B：日常に、トレカを。（オリジナル6種カード）
- 通常盤：日常に、ファイルを。（オリジナルクリアファイル）

## 収録内容

### CD
- 1～12曲目は全形態共通
- 特記なき場合は6人での歌唱

#### 初回盤A
1. Golden [3:53]
作詞：ONIGASHIMA、作曲・編曲:Andreas Ohrn / Peter Bostrom
2. THE BALLERS [3:08]
作詞：TSUGUMI、TOMOKO IDA / 作曲：TOMOKO IDA / TSUGUMI、編曲：TOMOKO IDA
  - リード曲
  - りそなグループ B.LEAGUE 2024-25 SEASON シーズンテーマソング[5]
3. GONG [3:46]
作詞・作曲・編曲：Zembnal
  - 13thシングル1曲目
  - 田中樹出演 日本テレビ系日曜ドラマ『ACMA:GAME アクマゲーム』挿入歌
  - 田中樹出演 映画『劇場版 ACMA:GAME 最後の鍵』挿入歌
4. PUNK STAR [3:23]
作詞：Atsushi Shimada / MiNE、作曲：Adrian Thesen / Ronny Svendsen / Bobii Lewis / Anne Judith Wik、編曲：Pizzapunk
5. Fiesta [5:13]
作詞：湘南乃風、作曲・編曲：湘南乃風 / STAND ALONE
6. Underline [5:00]
作詞：Leo Uchida、作曲・編曲：Kroi
7. 音色 [4:08]
作詞・作曲・編曲：SAEKI youthK
  - 12thシングル
  - 京本大我主演 カンテレ・フジテレビ系火ドラ★イレブン『お迎え渋谷くん』主題歌
8. BORDERLESS [3:09]
作詞：Jacob Watson、作曲：Erik Lidbom / Ricardo Burgrust、編曲：Erik Lidbom
  - ソニー銀行「Sony Bank WALLET」CMソング[6]
9. 恋のバタリアン [4:47]
作詞・作曲：マキシマムザ亮君（マキシマム ザ ホルモン）
10. Focus [4:00]
作詞：Kouta Sahara、作曲：Albin Nordqvist / MLC / Atsushi Shimada、編曲：Atsushi Shimada
  - ロート製薬「目薬はロート」CMソング[7]
11. ここに帰ってきて [4:00]
作詞：MS / Sam Homma / Ryuichi Kureha / Utoro Sunset、作曲：MS / Sam Homma、編曲：Ryuichi Kureha / Naoki Itai
  - 13thシングル2曲目
  - 京本大我主演 映画『言えない秘密』主題歌
12. WE ARE ONE [3:40]
作詞：Page Grace / Soma Genda、作曲：Colin Brittain / Brian Seals / Elijah Noll / lil aaron
13. キカナイ [3:25]
作詞・作曲・編曲：Zembnal
14. MIDAS [2:59]
作詞：Page Grace、作曲：Jason Mater / Tony Ferrari / Dewain Whitmore / Nick Pingree / Charlie Snyder

#### 初回盤B
1. Golden
2. THE BALLERS
3. GONG
4. PUNK STAR
5. Fiesta
6. Underline
7. 音色
8. BORDERLESS
9. 恋のバタリアン
10. Focus
11. ここに帰ってきて
12. WE ARE ONE
13. PARTY ANIMAL [3:05]
作詞：CLAUDE S.、作曲・編曲：O-BANKZ
  - 髙地・田中のユニット曲
14. Don't Know Why [3:44]
作詞・作曲・編曲：SAEKI youthK
  - 松村・森本のユニット曲
15. You are the only one [4:25]
作詞：YUUKI SANO、作曲：YUUKI SANO・Tomoki Ishizuka、編曲：Tomoki Ishizuka
  - ジェシー・京本のユニット曲

#### 通常盤
1. Golden
2. THE BALLERS
3. GONG
4. PUNK STAR
5. Fiesta
6. Underline
7. 音色
8. BORDERLESS
9. 恋のバタリアン
10. Focus
11. ここに帰ってきて
12. WE ARE ONE
13. SHOCK ME [3:06]
作詞：Shun Kusakawa / Atsuchi Shimada、作曲・編曲：Josef Melin
14. SPICY -GOLD ver.- [3:06]
作詞：Page Grace / Kanata Okajima、作曲：Lachlan West / Cameron Walker / Ryan Seaman
  - 13thシングル「GONG/ここに帰ってきて」通常盤収録曲のアルバムver.
15. Melodies and Memories [3:20]
作詞：Page Grane / Soma Genda、作曲：Kyle Reith / Elijah Noll / Tony Ferrari / Sebastian jentzsch / Eja Lange

### Blu-ray/DVD

#### 初回盤A
1. THE BALLERS -Music Video-
2. THE BALLERS -Music Video Making-
3. THE BALLERS -Dance Performance Only ver.-
4. 「Talking Rock! FES.2024」2024.07.06

#### 初回盤B
1. PARTY ANIMAL -Music Video-
2. Don't Know Why -Music Video-
3. You are the only one -Music Video-

## チャート成績
1月21日発表のオリコン週間アルバムランキングで首位を獲得した。初週売上は42.2万枚で、1stアルバムから5作連続での初週売上30万枚超えは男性アーティスト史上3組目となる。